# Copa América do Ciclismo 2012
Die 12. Copa América de Ciclismo, ein seit 2001 jährlich stattfindendes brasilianisches Straßenradrennen, fand am 8. Januar 2012 in Rio de Janeiro statt. Das Eintagesrennen war Teil der UCI America Tour, wo es in die Kategorie 1.2 eingestuft war, und der nationalen brasilianischen Rangliste. Der Argentinier Francisco Chamorro gewann die Copa nach 110 Kilometern zum zweiten Mal nach 2009.
Neben dem Männer-Rennen wurde auch ein Wettbewerb für Frauen veranstaltet, der zum nationalen brasilianischen Kalender zählte.

## Strecke und Rennverlauf

### Männer
Start und Ziel einer jeden Runde lagen am Denkmal für die Gefallenen des Zweiten Weltkrieges. Die Strecke führte von dort an der Ostküste Rio de Janeiros entlang, bis ein Wendepunkt erreicht wurde, nach dem der Weg wieder zurückführte zum Gefallenen-Denkmal. Die Fahrer mussten diese gut zwölf Kilometer lange Runde neunmal absolvieren
. Das Rennen, das um 9:15 Uhr Ortszeit gestartet worden war, endete nach ungefähr zweieinhalb Stunden in einem Massensprint, den der Argentinier Francisco Chamorro (Real Cycling Team) für sich entscheiden konnte. Dabei ließ er die beiden Brasilianer Roberto Silva und Nilceu Santos (beide Funvic/Pindamonhangaba) hinter sich. 31 Fahrer gaben das Rennen auf, fünf traten nicht an.

#### Ergebnis
|     | Fahrer             | Nation      | Team                                  | Zeit      |
| --- | ------------------ | ----------- | ------------------------------------- | --------- |
| 1.  | Francisco Chamorro | Argentinien | Real Cycling Team                     | 2:27:34 h |
| 2.  | Roberto Silva      | Brasilien   | Funvic-Pindamonhangaba                | + 0.156 s |
| 3.  | Nilceu Santos      | Brasilien   | Funvic-Pindamonhangaba                | + 0.167 s |
| 4.  | Marcos Crespo      | Argentinien | São Jose Dos Campos-Kuota             | + 0.296 s |
| 5.  | Rodrigo Melo       | Brasilien   | Clube DataRo de Ciclismo              | + 0.356 s |
| 6.  | Jorge Soto         | Uruguay     | Nationalmannschaft Uruguay            | + 0.627 s |
| 7.  | Raphael Serpa      | Brasilien   | São Lucas-Giant-Ciclovarena-Americana | + 1.750 s |
| 8.  | Geovane Andriatto  | Brasilien   | GRCE Memorial-Santos-Giant            | + 1.960 s |
| 9.  | João Gaspar        | Brasilien   | Altolim-Assis                         | + 1.992 s |
| 10. | Gustavo Costa      | Brasilien   | Velo-Seme Rio Claro                   | + 2.141 s |

### Frauen
Das Rennen der Frauen wurde knapp zwei Stunden früher als der Männerwettbewerb, nämlich um 7:30 Uhr, gestartet. Die Strecke war mit der der Männer identisch, allerdings mussten die 26 ausschließlich brasilianischen Teilnehmerinnen nur drei Runden bestreiten (insgesamt 36,84 Kilometer). Nach 55 Minuten feierte Valquiria Pardial (Funvic-Pindamonhangaba) einen Solosieg vor Marcia Fernandes (São Jose Dos Campos-Kuota). Das Hauptfeld lag über drei Minuten hinter der Spitze zurück. 24 Starterinnen erreichten das Ziel.

#### Ergebnis
|     | Fahrer             | Nation    | Team                                 | Zeit           |
| --- | ------------------ | --------- | ------------------------------------ | -------------- |
| 1.  | Valquiria Pardial  | Brasilien | Funvic-Pindamonhangaba               | 55:12 min      |
| 2.  | Marcia Fernandes   | Brasilien | São Jose Dos Campos-Kuota            | + 37.313 s     |
| 3.  | Luciene Silva      | Brasilien | Funvic-Pindamonhangaba               | + 50:401 s     |
| 4.  | Cristiane Silva    | Brasilien | São Jose Dos Campos-Kuota            | + 1:04.037 min |
| 5.  | Fernanda Souza     | Brasilien | Funvic-Pindamonhangaba               | + 1:07.651 min |
| 6.  | Sumaia Ribero      | Brasilien | Suzano-Trotz-Microshift              | + 3:27.145 min |
| 7.  | Janildes Fernandes | Brasilien | São Jose Dos Campos-Kuota            | + 3:27.179 min |
| 8.  | Maira Murakami     | Brasilien | Velo-Seme Rio Claro                  | + 3:27.232 min |
| 9.  | Lilian Pedroso     | Brasilien | Velo-Seme Rio Claro                  | + 3:27.367 min |
| 10. | Danilas Silva      | Brasilien | Associação Ciclistica Iracemapolense | + 3:27.539 min |